# Kerron Stewart
Kerron Stewart (Kingston, 16 de abril de 1984) é uma ex-velocista jamaicana, especialista nos 100 m e 200 m rasos e multimedalista em Jogos Olímpicos e Campeonatos Mundiais de Atletismo, nos quais tem nove medalhas, três delas de ouro.  
Foi três vezes campeã mundial com o revezamento 4x100 m jamaicano, em Berlim 2009, Moscou 2013  e Pequim 2015 (esta como corredora reserva) e tem duas medalhas de prata olímpicas, uma individual nos 100 m em Pequim 2008 – junto com outra jamaicana, Sherone Simpson; as duas fizerem o mesmo tempo, 10.98 – e outra no 4x100 m em Londres 2012. Também foi campeã mundial júnior no 4x100 m em Kingston 2002, na sua cidade natal; como júnior, ela também coquistou uma medalha de prata nos 4x100 m de Santiago 2000 aos 16 anos de idade.
Retirou-se do atletismo em 2018.